# Chopper (film)
Chopper è un film del 2000 scritto e diretto da Andrew Dominik.
Il film si basa sull'autobiografia del criminale australiano Mark Brandon "Chopper" Read, scritta durante i suoi lunghi anni di carcere. Chopper è interpretato da Eric Bana, al primo ruolo drammatico dopo anni passati a lavorare come comico, dando vita ad un'interpretazione in perfetto stile Actors Studio, infatti l'attore per calarsi nella parte è ingrassato di parecchi chili.

## Trama
Mark "Chopper" Read è il leader sopra le righe del carcere di massima sicurezza in cui è rinchiuso. Dopo aver aggredito un giudice quando non era ancora maggiorenne, Read progetta l'evasione dalla prigione assieme ad alcuni complici. Quando questi lo tradiscono, arrivando ad accoltellarlo, Read cerca in tutte le maniere di uscire di prigione, giungendo al punto di farsi tagliare le orecchie pur di fuggire. 
Negli anni seguenti entra ed esce di galera continuamente. Conduce una vita sregolata tra alcool, sesso e droghe ed assume comportamenti autodistruttivi. 
Quando ritorna in carcere per un nuovo reato decide di scrivere le sue memorie.

## Riconoscimenti
- 2000 - AFI Award
  - Miglior regista (Andrew Dominik)
  - Miglior attore (Eric Bana)
  - Miglior attore non protagonista (Simon Lyndon)
  - Candidatura per il Miglior film
  - Candidatura per la Miglior sceneggiatura non originale (Andrew Dominik)
  - Candidatura per la Miglior fotografia (Geoffrey Hall e Kevin Hayward)
  - Candidatura per il Miglior montaggio (Ken Sallows)
  - Candidatura per la Miglior colonna sonora (Mick Harvey)
  - Candidatura per il Miglior suono (Frank Lipson, Glenn Newnham, Steve Burgess e John Schiefelbein)
  - Candidatura per la Miglior scenografia (Paddy Reardon)
- 2000 - Festival del cinema di Stoccolma
  - Miglior attore (Eric Bana)
  - Candidatura al Cavallo di bronzo (Andrew Dominik)
- 2001 - British Independent Film Awards
  - Candidatura al Miglior film straniero in lingua inglese
- 2001 - Festival del film poliziesco di Cognac
  - Grand Prix
  - Critics Award
- 2001 - Film Critics Circle of Australia Awards
  - Miglior film
  - Miglior regista (Andrew Dominik)
  - Miglior attore (Eric Bana)
  - Miglior attore non protagonista (Simon Lyndon)
  - Candidatura per la Miglior attrice non protagonista (Kate Beahan)
  - Candidatura per la Miglior sceneggiatura non originale (Andrew Dominik)
  - Candidatura per la Miglior fotografia (Geoffrey Hall e Kevin Hayward)
  - Candidatura per il Miglior montaggio (Ken Sallows)
  - Candidatura per la Miglior colonna sonora (Mick Harvey)